# Groupe Casino
Pour les articles homonymes, voir Casino.
Le groupe Casino ou Casino Guichard-Perrachon est une entreprise française de grande distribution, fondée le 2 août 1898 par Geoffroy Guichard sous la raison sociale Guichard-Perrachon & Cie.
Outre les enseignes le Petit Casino et Casino Shop, le groupe Casino exploite les magasins Monoprix, Franprix, Vival, Naturalia et la plate-forme en ligne Cdiscount.
Le groupe est coté à la Bourse de Paris et a réalisé en 2022 un chiffre d'affaires de 33,6 milliards d'euros,, dont plus de la moitié à l'étranger. Casino était contrôlé depuis 1997 par Jean-Charles Naouri jusqu'en mars 2024.
Entre juin 2023 et octobre 2024, en proie à une crise financière liée à son endettement, le groupe a fermé ou vendu tous ses supermarchés Casino et hypermarchés Géant de France à la concurrence. Durant cette crise, les enseignes Casino et Géant sont également progressivement remplacées par la concurrence au niveau international. En avril 2024, le groupe a été repris par Daniel Křetínský et ses alliés  Marc Ladreit de Lacharrière et le fonds d'investissement Attestor. La restructuration du groupe en France risque d'entraîner la perte de milliers d'emplois. En avril 2024, Casino emploie 28 200 personnes en France. Dans ses résultats du premier semestre 2024, le groupe Casino annonce que les activités en franchise de Leader price en France font partie des activités abandonnées.
Le siège du groupe Casino est situé à Saint-Étienne.

## Histoire

### La genèse de Casino (1892-1904)

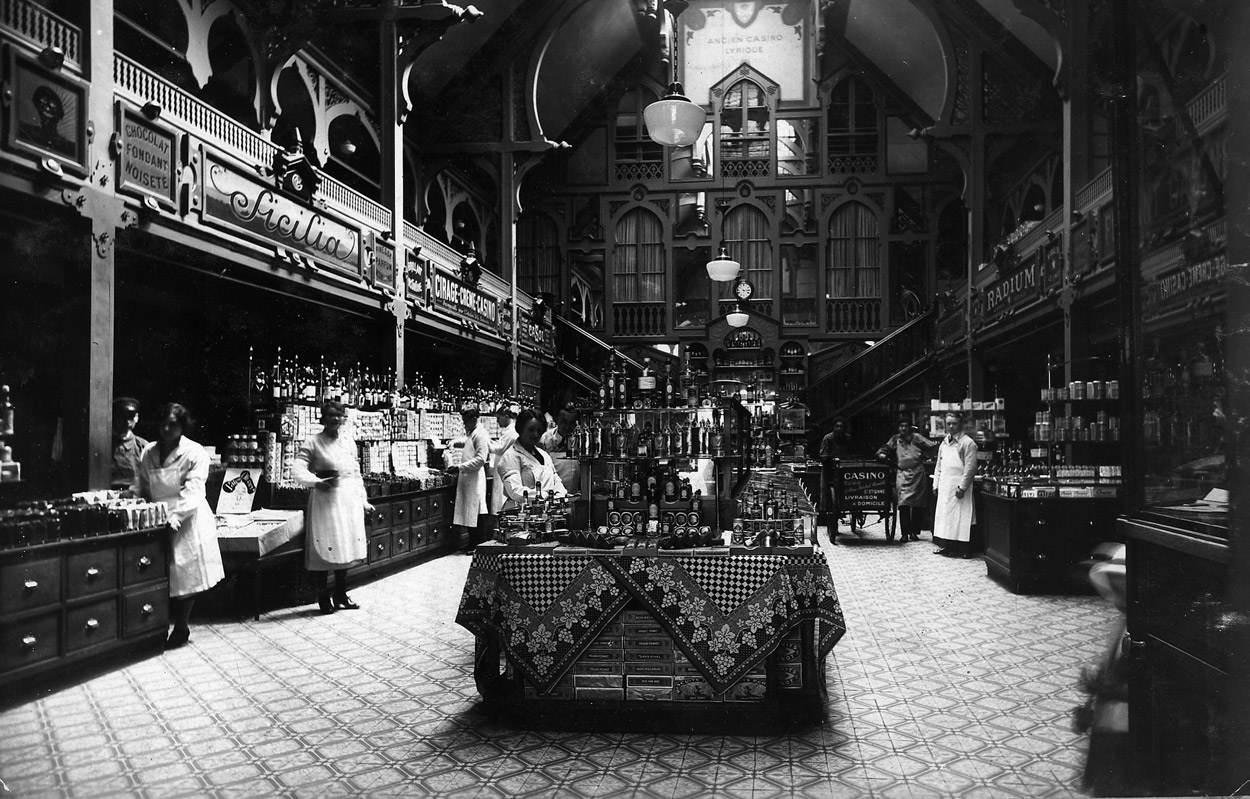
Le Casino lyrique de Saint-Étienne, en 1898.

Geoffroy Guichard naît le 27 juillet 1867 à Feurs, dans la Loire. Ses parents sont les exploitants d’un fonds de commerce d’épicerie de détail à Feurs. En 1889, il se marie avec Antonia Perrachon et s’associe avec Paul Perrachon, son cousin par alliance, qui dirige depuis une dizaine d’années un magasin stéphanois. Geoffroy Guichard devient l’unique propriétaire du commerce en 1892.
Celui-ci, situé rue des Jardins (actuelle rue Michel-Rondet), est, à l’origine, le Casino lyrique de Saint-Étienne. Il s'agissait d'un ancien café chantant basé à Saint-Etienne au XIXᵉ siècle. Fermé dans les années 1850, le Casino lyrique a été transformé en épicerie de détail dans les années 1860. Geoffroy Guichard développe l’épicerie pour la transformer en magasin d'alimentation généraliste, sur le modèle de Félix Potin. En avril 1898, face au succès du concept, Geoffroy Guichard installe la première succursale à Veauche.

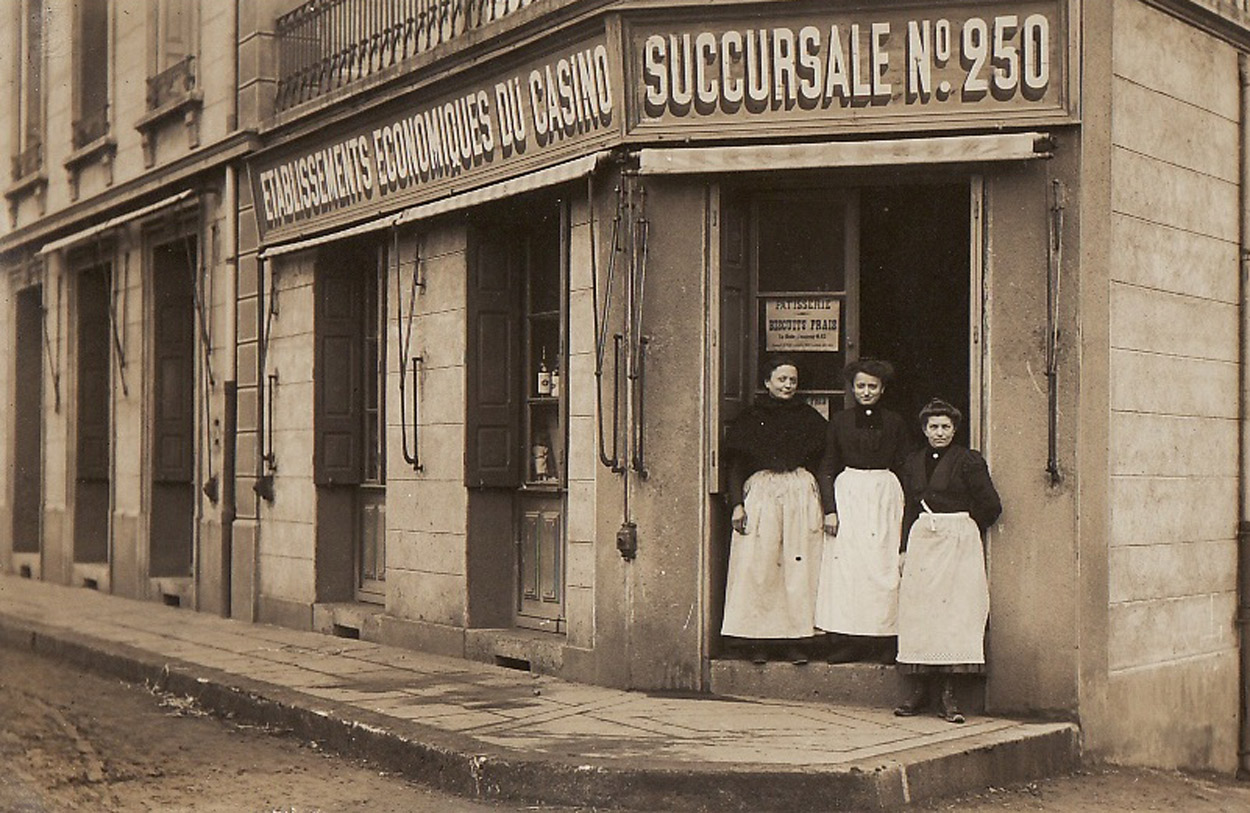
Une succursale d'alimentation de l'entreprise Casino, en 1900.

Le 2 août 1898, Geoffroy Guichard fonde avec son beau-père la Société des magasins du Casino et établissements économiques d’alimentation, sous la raison sociale Guichard-Perrachon & Cie. En tout, soixante-dix-sept personnes souscrivent au capital de la nouvelle société. Les époux Guichard détiennent 35 % du capital de cette société en commandite par actions. Dès 1898, des entrepôts et usines sont construits à Saint-Étienne.Touchés par un incendie en août 1900, ils sont reconstruits pour atteindre une superficie de 16 000 m2. Dans les usines, Casino fabrique alors du pain, de l’huile ou du chocolat, torréfie du café, distille et fabrique des liqueurs maison. Une importante activité de commerce de vins est également développée. Près de 40 succursales sont ouvertes en juillet 1899. En septembre 1904, la 100e succursale est ouverte à Lamastre en Ardèche et en juillet 1905, la 21e concession.

### Le développement de l’action sociale (1904-1923)
Durant le premier quart du XXe siècle, l’entreprise développe un plan d’actions sociales à destination de ses employés, avec en 1904, le lancement d’une caisse de prévoyance et d’assurance décès, la création d’un service médical et pharmaceutique en 1905, les primes aux familles nombreuses et à la naissance en 1910 ou encore les allocations familiales et la participation aux résultats pour les employés à partir de 1916. En 1912, Casino crée la section sportive de l’Amicale des employés de la Société des magasins Casino, une organisation sportive pour accompagner sa politique de corporatisme sportif. L’Amicale ouvre sa section football en juillet 1919 en complément d'autres disciplines telles que l'athlétisme ou le basket-ball. Plus communément appelée AS Casino, l’Amicale deviendra l’Association Sportive Stéphanoise en 1927 puis l’Association sportive de Saint-Étienne en 1933. En 1923, Casino met en place, à l’occasion de son 25e anniversaire, la Caisse de Retraites qui assure la sécurité des employés quittant l’entreprise. L’action Casino est cotée en bourse dès 1910.

### Le développement industriel après la Première Guerre mondiale (1920-1940)
Dès 1920, Casino reprend son expansion en créant des usines et des entrepôts. L’entreprise compte en 1929 près de 1 000 succursales et plus de 500 concessions. Casino est alors présent dans vingt-huit départements français, principalement dans la moitié sud du pays. En 1923, Geoffroy Guichard devient administrateur de L’Épargne de Toulouse, qui exerce une activité similaire à celle de Casino avec environ 300 succursales implantées dans le Sud-Ouest de la France. Geoffroy Guichard prend définitivement le contrôle de la société en 1925. Geoffroy Guichard annonce à l’occasion de l’assemblée générale d’octobre 1929 qu’il quitte l’entreprise pour la céder à ses enfants. Casino compte alors près de 2 000 employés. Après le décès de Geoffroy Guichard le 26 avril 1940, Mario Guichard préside le conseil de gérance. Il est entouré de ses frères Jean, Georges, Paul et Pierre Guichard, et de son beau-frère François Kemlin.

### Casino pendant la Seconde Guerre mondiale
En résonance avec le culte de Geoffroy Guichard, lui même père de sept enfants, l'entreprise Casino promeut dès les origines une politique nataliste et familiariste autour de la grande "famille Casino" qui se trouvera être en ligne avec les orientations de l'État français de Philippe Pétain.
En juin 1941, François Kemlin constitue un réseau d’activités clandestines. Il bénéficie d’importants moyens matériels mis à disposition par l’entreprise. Ces actions vont de la confection de colis et de lettres à l’établissement de dossiers permettant l’évasion de prisonniers de guerre. Les bombardements pendant la guerre vont endommager plusieurs usines, entrepôts et succursales. Certains sont contraints de fermer.

### Les grandes innovations (1945-1950)
En 1947, Pierre Guichard effectue un voyage en Amérique du Nord pour observer les nouvelles tendances. Il y découvre le concept de magasin en libre-service. Un an plus tard, Casino ouvre la première succursale en libre-service à Saint-Étienne. En dix ans, 500 succursales adoptent ce nouveau principe de vente. En 1950, une des premières chaînes du froid est mise en place dans la distribution. Là encore, il s’agit d’une innovation observée aux États-Unis. Les entrepôts sont peu à peu équipés de chambres froides et les magasins de meubles réfrigérés. En 1959, Casino est le premier distributeur à proposer une date limite de vente sur ses produits. Le principe sera rendu obligatoire en décembre 1984 avec la date limite de consommation. Déjà en 1928, le groupe avait mis en place les « quantièmes » sur les emballages de ses produits, permettant d’en garantir la qualité.

### Le développement de nouveaux formats (1950-1990)

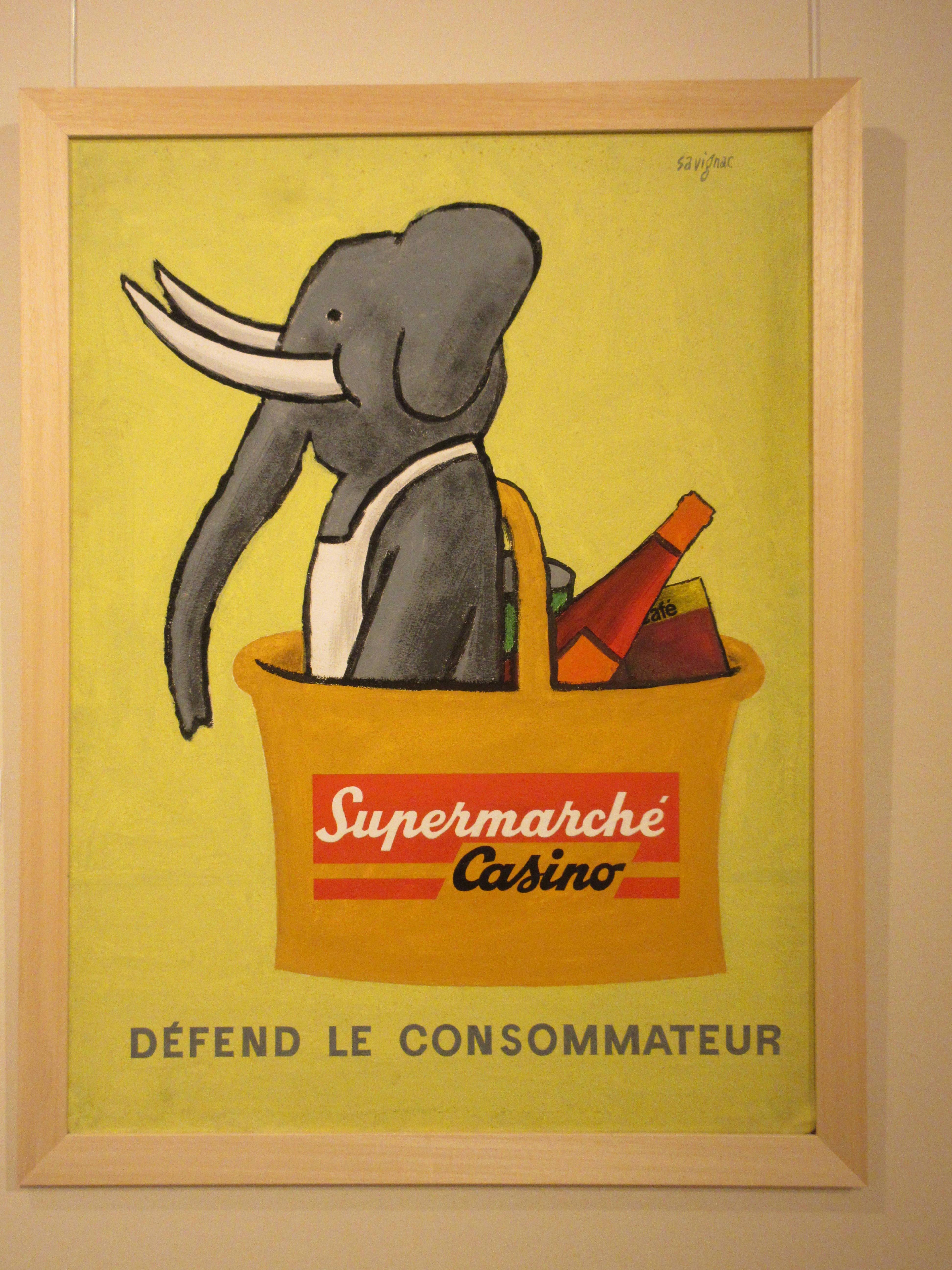
Le tout premier magasin sous enseigne Casino Supermarché ouvre à Grenoble en 1960.

En septembre 1957, Casino ouvre une première boutique à Nice, sous l’enseigne Nica fonctionnant intégralement comme un supermarché. Le magasin, totalement en libre-service, propose aussi bien de l’alimentaire que du non-alimentaire sur une surface totale de 235 m2.
Le premier supermarché de France, Casino Supermarché  ouvre le 18 mai 1960 à Grenoble. Quelques mois après, quatre nouvelles grandes surfaces ouvrent à Nice, Saint-Étienne, Firminy et Lyon. Les deux premiers supermarchés de la région parisienne ouvrent en 1970 à Saint-Denis et Bagneux.
En mars 1970, le premier hypermarché Géant Casino ouvre ses portes à Marseille. Il s’agit alors du plus grand magasin de France avec une superficie de 16 000 m2. La galerie commerciale regroupe 41 commerces indépendants et une cafétéria Casino. La société SOMABRI (SOciété des Magasins de BRIcolage) est créée en 1978 pour permettre au groupe Casino d’être présent sur le marché du bricolage. Elle ouvre ses deux premiers magasins en 1978 à Fenouillet, près de Toulouse, et au Brézet, un quartier de Clermont-Ferrand. Casino cède sa participation majoritaire à Castorama en octobre 1989,.

### L’internationalisation du groupe Casino (1976-1999)
En 1976, l'internationalisation du groupe Casino démarre aux États-Unis avec la création de Casino USA pour exploiter des cafétérias françaises aux États-Unis. Des restaurants sont ouverts à Phoenix en Arizona puis à Beverly Hills, Santa Monica, Westwood Village, Costa Mesa et Seattle en Californie. Plusieurs commerces de proximité ouvrent également leurs portes sous l’enseigne Le Petit Casino. Le groupe achète la chaîne de magasins Thriftymart Inc qui devient Smart & Final Iris. L’entreprise possède alors 90 points de vente en libre-service, implantés surtout en Californie. L’internationalisation du groupe Casino va s’accélérer à la fin des années 1990 avec son développement en Amérique du Sud.[réf. nécessaire] En mars 1996, le groupe Casino signe un accord de partenariat avec Dairy Farm International, l’un des plus grands groupes de supermarchés en Asie. Une société commune est constituée pour le développement d’hypermarchés dans le Sud-Est asiatique et notamment à Taïwan où un premier hypermarché ouvre en 1998.
En 1999, le groupe Casino entre au capital des groupes de distribution GPA et Grupo Éxito au Brésil et en Colombie,.

### Fusion entre le groupe Casino et le groupe Rallye (1985-1992)
En avril 1985, le groupe Casino acquiert la société Cedis de Besançon qui permet à l’entreprise de se développer dans l’Est de la France. En avril 1990, Casino rachète à la Compagnie française de l'Afrique occidentale la société La Ruche méridionale d’Agen et la SODIM et renforce ainsi son implantation dans le Sud de la France. En octobre 1992, le groupe Casino, alors dirigé par Antoine Guichard (petit-fils de Geoffroy Guichard), fusionne avec le groupe Rallye détenu par Jean-Charles Naouri. Rallye apporte à Casino l’ensemble de son activité de distribution et de restauration. Le groupe est désormais présent sur une grande partie du territoire français. À l’issue de cette opération, Rallye détient 29 % du capital total du groupe Casino. Antoine Guichard, dernier dirigeant familial du groupe Casino, conserve alors la présidence de l’entreprise. La société Rallye a été fondée en 1945 par Jean Cam. En proie à de graves problèmes de trésorerie, elle est rachetée en 1991 par Jean-Charles Naouri et sa société d’investissements Euris.

### Croissance en France: affiliations et partenariats (1992-1997)

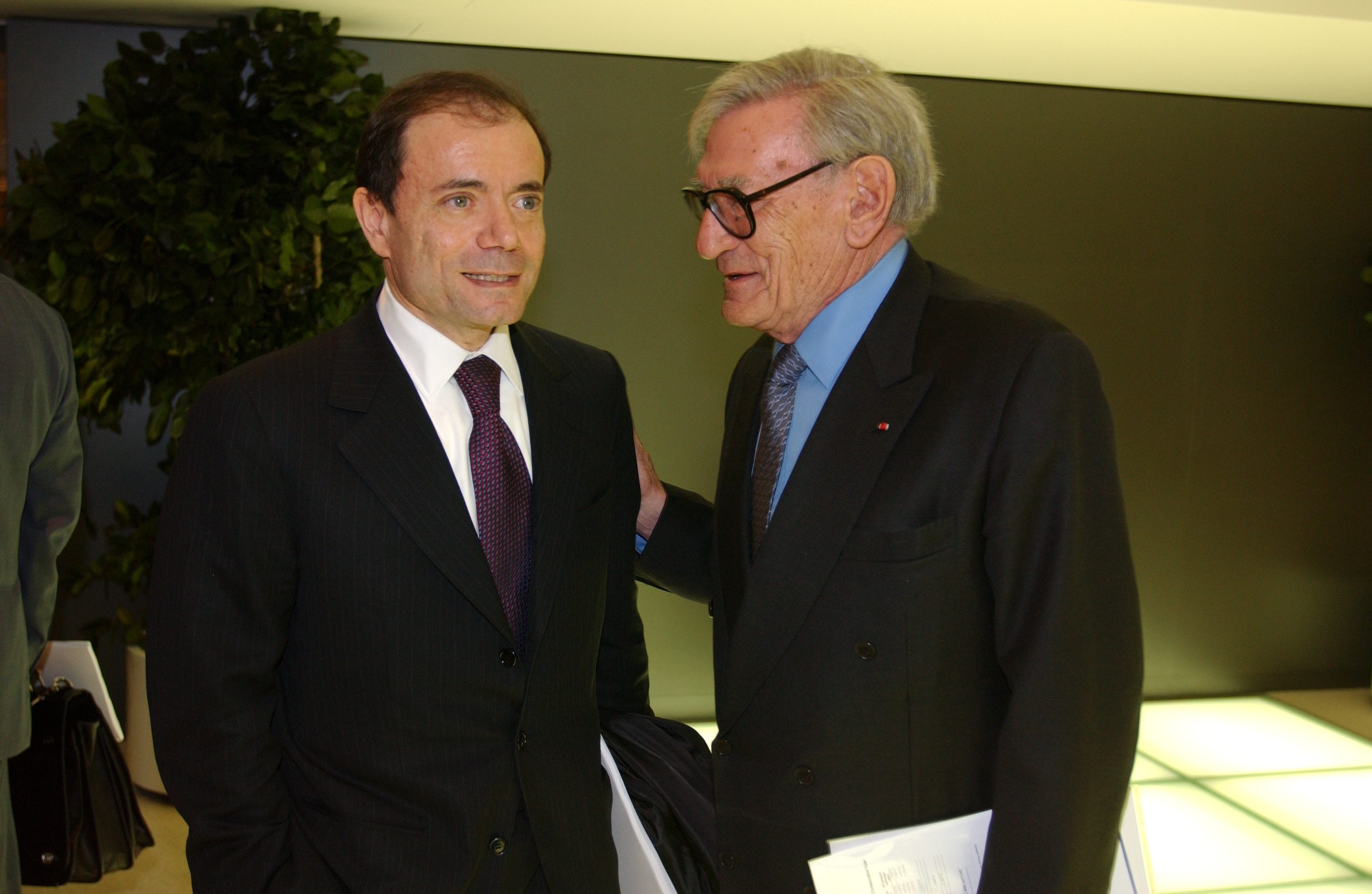
En 1992, le groupe Casino fusionne avec le groupe Rallye, détenu par Jean-Charles Naouri.

Pour accroître son implantation en France, le groupe Casino accompagne sa politique d’acquisitions par de nombreux accords avec des distributeurs nationaux. Le groupe Corse Distribution devient affilié de Casino en 1992. Plusieurs hypermarchés et supermarchés passent alors sous enseigne Casino. Entre 1995 et 1996, Casino prend une participation majoritaire dans les différentes sociétés de Corse Distribution, permettant le développement de nombreuses enseignes en franchise. En décembre 1996, le groupe Casino et Monoprix, filiale des Galeries Lafayette, signent un accord de partenariat pour les achats et la logistique. Moins d’un an plus tard, Casino soutient financièrement Monoprix dans l’acquisition complète du capital de Prisunic et devient de fait, actionnaire à 21,6 % du capital de ce nouvel ensemble. En septembre 1997, le groupe Casino prend une participation majoritaire dans les enseignes Franprix et Leader Price et leur réseau de près de 650 magasins.

### Changement majeur dans l’actionnariat du groupe Casino (1997-1998)
En 1997, après plusieurs mois de bataille boursière, Jean-Charles Naouri, la famille Guichard et les salariés du groupe repoussent une OPA hostile lancée par le distributeur Promodès. Un an plus tard, à la suite d'une contre OPA, Jean-Charles Naouri devient actionnaire majoritaire du groupe Casino.

### Accélération de la stratégie d’investissements (1999-2013)

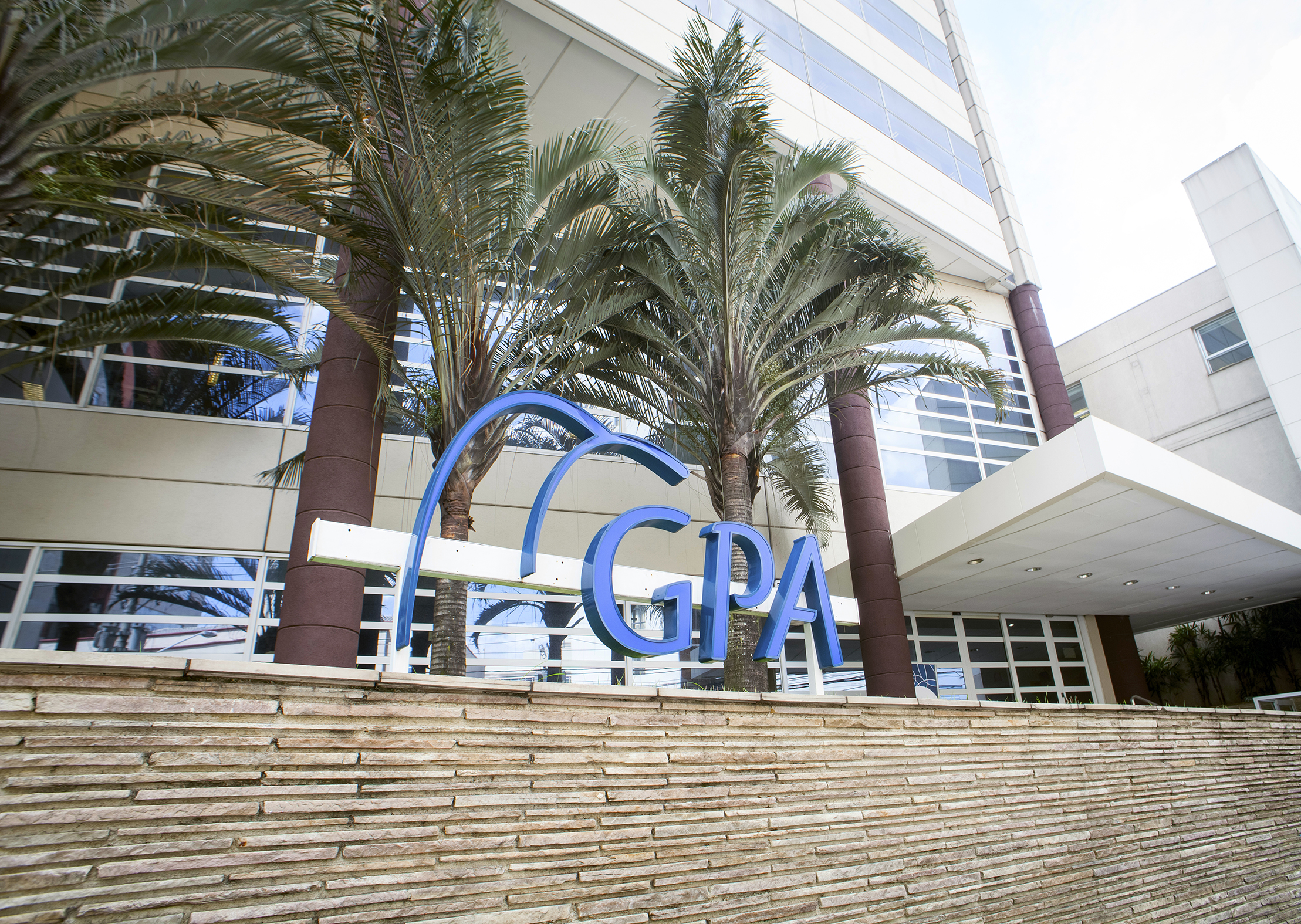
Siège de GPA au Brésil.

Sous l’égide de Jean-Charles Naouri, le groupe Casino développe ses actifs en France et à l’étranger. En mars 1997, le groupe Casino signe un accord d’affiliation avec l’enseigne uruguayenne Disco pour la construction d’un Géant Casino à Montevideo. Le magasin ouvre ses portes en 1999. En février 1998, le groupe Casino prend le contrôle du groupe argentin Libertad qui exploite sept hypermarchés dans le pays. Libertad est alors la troisième société d’hypermarchés en Argentine. En 1999, Casino entre au capital des sociétés de distribution leaders dans leur pays respectif, GPA au Brésil et Grupo Éxito en Colombie. Après avoir renforcé sa position en 2005, le groupe Casino devient en juillet 2012 l’unique actionnaire de contrôle de GPA, no 1 de la distribution et no 2 du commerce électronique au Brésil. En 2000, le groupe Casino acquiert les enseignes Monoprix (à hauteur de 50 %), Franprix, Leader Price et Cdiscount. Les activités s’élargissent à nouveau avec la création de Banque Casino en 2001 ainsi que de la foncière Mercialys, regroupant les centres commerciaux dont Casino est propriétaire. Les actifs concernés représentent alors environ 150 galeries marchandes attenantes aux sites des hypermarchés et des supermarchés, ainsi que les murs de cafétérias détenus par le groupe.

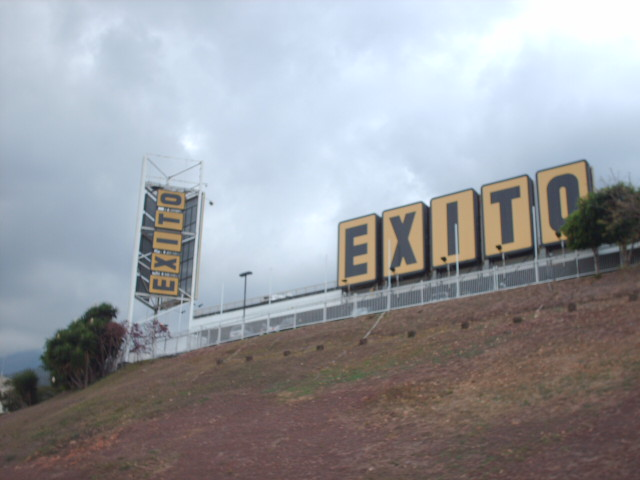
Magasin Exito à Caracas.

En 2005, Jean-Charles Naouri est nommé président-directeur général du groupe Casino7. Casino inaugure son nouveau siège social à Saint-Étienne, son fief historique, en 2007. La même année, le groupe crée GreenYellow, sa filiale spécialisée dans l’énergie[réf. nécessaire]. Sa première centrale photovoltaïque est reliée au réseau électrique en 2010. Cette année-là, le groupe Casino poursuit son développement en Asie en acquérant les participations thaïlandaises du groupe Carrefour avec sa filiale Big C. En 2011, les frères Charle cèdent leurs participations dans le capital de Cdiscount. Casino détient désormais 99,6 % des parts. La même année, les groupes Casino et La Poste signent un accord de partenariat. D’une durée de cinq ans, il vise à implanter des commerces alimentaires de proximité dans des surfaces disponibles, contiguës aux bureaux de poste, dans des communes inférieures à 12 000 habitants. En juillet 2012, le groupe acquiert les 50 % de parts détenus par le groupe Galeries Lafayette dans Monoprix. Jean-Charles Naouri est nommé président-directeur général par le conseil d'administration de l’enseigne. Le groupe rachète la majorité des magasins Le Mutant et les rebaptise Leader Price. En parallèle, le groupe réduit sa participation dans Mercialys, à hauteur de 40,2 %. Le 8 octobre 2014, le groupe et Intermarché annoncent un regroupement dans leurs achats sur les produits de grandes marques vendus en France. Cet accord met les deux groupes en tête des acheteurs en France avec une part de marché de 25,8 %.

### Cession d'actifs et désendettement (2014-2020)
Jean-Charles Naouri prend la présidence opérationnelle du groupe Casino en mars 2005 et modifie en profondeur le profil du distributeur. Il revend les activités de l’entreprise peu rentables en Pologne, aux États-Unis, à Taïwan et aux Pays-Bas et renforce sa présence dans des pays en forte croissance, avec notamment le rachat en 2007 au Brésil de l'enseigne spécialisée dans la vente en gros Assaí Atacadista. Le groupe Casino devient ainsi le premier distributeur alimentaire en Amérique du Sud (Brésil et Colombie notamment), dans l’Océan Indien, au Vietnam et le deuxième en Thaïlande[Quand ?].
Toutefois, la croissance du groupe sous son ère s'est faite au moyen de montages financiers complexes et d'un très fort endettement, qui obère sa rentabilité. En décembre 2015, Casino est attaqué par le fonds spéculatif Muddy Waters Research. En janvier 2016, l'agence de notation Standard & Poor's dégrade la note de crédit du groupe, et le place sous surveillance négative. En février 2016, le groupe annonce la vente de sa participation de 59 % dans ses activités thaïlandaises Big C pour 3,1 milliards d'euros. En avril, l’entreprise annonce la vente de Big C Vietnam à Central Group pour 1 milliard de dollars, ce qui doit selon ses annonces lui permettre de ramener son endettement de 8,4 milliards d'euros à 5 milliards. Le groupe annonce également sa volonté de céder sa filiale Via Varejo au Brésil.
En décembre 2017, le groupe Casino signe un accord avec le britannique Ocado, leader mondial de la distribution alimentaire en ligne, pour développer en France une plateforme technologique qui comprend notamment un entrepôt automatisé. Monoprix devrait pouvoir utiliser le premier cette plateforme en 2020.
De nombreuses rumeurs naissent en 2017 sur la volonté supposée d’Amazon, leader mondial du commerce électronique de s’associer à une enseigne de distribution en France. C’est finalement le groupe Casino qui conclut en mars 2018 un accord avec la firme de Seattle. Les deux groupes annoncent un partenariat commercial visant à proposer les produits alimentaires de Monoprix aux clients d’Amazon Prime Now.
Sur ce même mois de mars, le groupe Casino expérimente pour la première fois en France l'ouverture d'une grande surface ouverte 24 h sur 24, y compris le dimanche. Sous enseigne Franprix, ce supermarché situé dans le quartier des Halles reste ouvert en dehors des horaires classiques, en présence de vigiles qui surveillent les rayons et les caisses automatiques du magasin. L'ouverture nocturne et dominicale est censé répondre aux besoins de la clientèle urbaine aux horaires décalés. Depuis ce premier test, plusieurs magasins du groupe Casino ont emboîté le pas, sous enseignes Monoprix, Franprix et Casino. En février 2019, le groupe Carrefour ouvre également son premier magasin 24h/24 dans Paris. Ces ouvertures en horaires étendus relancent régulièrement le débat sur l'automatisation de la grande distribution et la destruction d'emplois qu'elle pourrait engendrer.
En parallèle, le distributeur inaugure le 28 mars au Cameroun son premier magasin, sous l'enseigne BAO. Il s'agit d'un commerce de vente en gros inspiré du modèle Assaí développé par Casino au Brésil. Casino ambitionnerait d'ouvrir une dizaine de magasins BAO dans le pays.
En avril 2018, le groupe Casino et Auchan Retail entament des négociations exclusives en vue d’établir un partenariat stratégique leur permettant de négocier ensemble leurs achats en France et à l’étranger. Ce partenariat prend la suite de l'alliance d’achat entre Casino et Intermarché initié en 2014.
En janvier 2019, Casino met en place un plan de cession des murs de 26 de ses hypermarchés et supermarchés pour 500 millions d'euros. Par ailleurs, il cède 6 hypermarchés à des adhérents Leclerc. En 2018, le groupe a réduit sa participation de 40 à 25 % dans Mercialys, et cédé l'immobilier de 67 de ses Monoprix. Le 14 février 2019, Casino annonce céder sa filiale R2C, spécialisée en restauration collective, à Compass Group. Le montant de la transaction n'est pas précisé et la cession devrait s'effectuer à la fin du premier semestre 2019. Le 15 février 2019, le groupe Casino cède pour plus de 42 millions d'euros de ses grandes surfaces aux groupes Lidl et Leclerc. Le groupe avait annoncé en janvier un repli de son chiffre d'affaires de 2,4 % à 36,6 milliards d'euros. En avril 2019, Casino annonce un partenariat avec Amazon, lui permettant de distribuer ses produits sur la plateforme internet d'Amazon et l'installation de 1 000 Lockers en France dans les magasins de Casino.
En mai 2019, très endettée avec une dette globale de 3,3 milliards d'euros, la société Rallye, holding de contrôle de Casino et Go Sport, est placée sous la protection du tribunal de commerce de Paris et obtient l'ouverture d'une procédure de sauvegarde. En juillet 2019, le groupe Casino annonce la vente de sa filiale Vindémia, présente à la Réunion, sur l'île Maurice, à Mayotte et à Madagascar, pour 219 millions d'euros au Groupe Bernard Hayot, franchisé à la Réunion du groupe Carrefour. Ce dernier s'engage à vendre 4 hypermarchés, ayant 700 employés sur les 4 700 que compte le groupe Vindémia. Le groupe Casino annonce le 30 juin 2020 avoir finalisé cette cession.
Régulièrement suspecté d'opacité dans son organisation capitalistique, le groupe Casino entreprend en juin 2019 de simplifier sa structure en Amérique du Sud. Ce projet de simplification vise à regrouper l'ensemble de ses actifs sous une même bannière GPA qui contrôlerait alors, outre les activités brésiliennes, le Groupe Éxito et ses activités en Colombie ainsi que ses filiales en Uruguay et en Argentine,. En septembre, le groupe annonce la signature des accords avec GPA et Groupe Éxito en vue du lancement par GPA d'une offre publique d'achat sur Éxito.
Le distributeur stéphanois annonce en septembre 2019 entrer en négociation avec son concurrent allemand Aldi pour lui céder sa filiale discount Leader Price. Cette opération s'inscrit dans le plan de cessions d'actifs de 2 milliards d'euros annoncé en août par Casino, et sa volonté de se concentrer sur les formats qu'il considère comme porteurs (commerce en ligne, le commerce dit « haut de gamme » et le commerce de proximité). En mars 2020, le groupe Casino annonce la signature d'un accord avec Aldi France pour la cession de 567 magasins sur les 656 magasins Leader Price et ainsi que d’entrepôts de l'enseigne, pour 735 millions d’euros. Casino garde la marque Leader Price, ainsi que les magasins en franchise. Le même mois, la presse annonce que le groupe Carrefour souhaiterait lancer une offre de rachat de Casino, permettant ainsi de rembourser les dettes de la maison mère Rallye. Les deux sociétés démentent et le projet n’aboutit pas.
Sur l'ensemble de l'année 2020, le groupe Casino enregistre un chiffre d'affaires de 31,9 milliards d'euros, mais déplore une perte nette de 886 millions d'euros, en raison de charges exceptionnelles et de dépréciations d'actifs à la suite notamment de la cession de centaines de magasins Leader Price à Aldi. Sa dette reste élevée malgré les cessions, à 3,9 milliards d'euros, ce qui provoque des craintes chez les investisseurs. Afin de pouvoir honorer ses échéances, le groupe négocie ou initie plusieurs actions de restructuration de ses prêts, afin d'en allonger la durée.

### Crise de l'endettement, changement d'actionnariat et licenciements massifs (depuis 2021)
En février 2021, le distributeur stéphanois annonce avoir reçu l'autorisation de coter son enseigne brésilienne Assaí Atacadista à la Bourse de São Paulo. Cette opération servirait selon le distributeur à mieux valoriser l'ensemble de ses actifs dans la région. Certains analystes estiment que cette opération est le prélude à la cession de certains actifs du groupe en Amérique latine. La cotation d'Assaí débute le 1er mars 2021. En mars 2023, Casino annonce la cession de 18,8 % d'Assaí pour 723 millions d'euros, une somme destinée à faire baisser l'endettement du groupe, puis, le 22 juin 2023, la vente de sa participation restante de 11,7 % pour 403 millions d'euros.
En juillet 2021, le groupe Casino et Crédit mutuel Alliance fédérale signent un accord exclusif avec BNP Paribas pour lui céder leur filiale bancaire Floa Bank. La cession est finalisée en février 2022. Le 4 novembre, Casino annonce prendre une participation minoritaire dans le capital de Gorillas, sans pour autant en préciser le montant.
En 2021, il réalise 46 % de son chiffre d'affaires sur le marché français et 47 % sur le marché sud-américain. Le reste (7 %) est réalisé par Cdiscount sur le marché du commerce en ligne. Sur l'ensemble de l'année 2021, Casino parvient à réduire sa perte nette à 530 millions d'euros mais le groupe reste dans le rouge alors que ses ventes baissent de 4,3 % à 30,5 milliards d'euros dont 7,5 % en France (pour un total de 14 milliards d'euros). L'endettement, lui repart à la hausse, passant de 3,9 milliards d'euros à 5,9 milliards. À la suite de cette publication, le cours de l'action Casino dévisse et atteint un plus bas historique. En trois ans, l'action a perdu près de 50 % de sa valeur. Jean-Charles Naouri, dont la part variable de salaire a été en baisse en 2020 compte tenu de mauvais résultats, annonce demander en assemblée générale, où il est majoritaire, un presque doublement de la part fixe de son salaire (passant de 480 000 à 825 000 euros) et une prolongation de son mandat de trois ans.
En mai 2022, Casino entame un partenariat stratégique en commercialisant plus de 1 000 produits au sein de la chaîne de supermarchés chypriote AlphaMega, deuxième chaine de supermarché de l'île quant au chiffre d'affaires,.
En juillet 2022, la direction du groupe annonce changer de cap en modifiant le nom de ses enseignes Géant Casino. En effet, d'ici à la fin du premier trimestre 2023, l'ensemble des 61 magasins présents sur le territoire français seront nommés Casino #Hyper frais après une cinquantaine d'années sous le nom de Géant.
En octobre 2022, l'agence de notation Standard & Poor's dégrade la note du groupe Casino, ce qui provoque une chute spectaculaire de 8 % en bourse dès les premiers jours suivant l'annonce. À la fin de 2022, le groupe Casino emploie 50 000 personnes en France. Début 2023, la dette du groupe atteint 6,4 milliards d'euros. La direction de Casino est contrainte de chercher de nouveaux investisseurs. En juin 2023, le groupe InVivo se retire du dossier de redressement, mais Xavier Niel, Matthieu Pigasse associés à Moez-Alexandre Zouari, poids lourd franchisé du groupe Casino et gérant de Picard Surgelés, ainsi que le milliardaire francophile tchèque Daniel Křetínský restent en course. Le 13 juin 2023, le trio Niel-Pigasse-Zouari dépose une offre d'un milliard d'euros pour monter au capital de Casino afin de réduire drastiquement l'endettement du groupe, mais le 16 juillet 2023, ces derniers annoncent renoncer à la reprise du groupe. Après cette décision, seul le trio formé par Daniel Kretinsky, Marc Ladreit de Lacharrière et le fonds britannique Attestor reste candidat avec un objectif d'injecter 925 millions d'euros de fonds propres pour renflouer le groupe. En contrepartie du plus important abandon de créances jamais négocié en France, leur consortium détiendra 53 % du groupe,. Le trio Niel-Pigasse-Zouari, s'estimant lésé par la « loyauté » du fonds Attestor, initialement de leur côté avant de changer de camp la veille du dépôt des offres, l'assigne devant le tribunal de commerce de Paris.
En avril 2023, Tina Schuler, directrice générale des enseignes Casino en France, quitte ses fonctions et cède sa place à son adjointe, Magalie Daubinet-Salen. En mai 2023, Jean-Charles Naouri obtient du conseil d'administration de Rallye de pouvoir rester à la tête du groupe en reculant l'âge de départ à la retraite de 70 à 75 ans. Quelques jours plus tard, sous la pression des créanciers et face à un endettement insoutenable, il est obligé de solliciter la justice pour négocier une restructuration de sa dette.
Le 1er juin 2023, Jean-Charles Naouri est auditionné dans les locaux de la police judiciaire parisienne dans le cadre de l'enquête pour « manipulation de cours en bande organisée, corruption privée active et passive » et « délit d’initié ».
En juin 2023, Casino annonce la vente de 119 magasins à Intermarché, 57 magasins devant être cédés dans l'année et 62 dans les trois prochaines années, cession qui touche 4 000 salariés. Un premier transfert de 61 magasins d'une valeur de 203 millions d'euros est officialisé le 2 octobre 2023.
En novembre 2023, le groupe annonce baisser ses prévisions pour l'année en cours en estimant devoir affronter une perte d'exploitation de 100 millions d'euros en raison de difficultés financières alors qu'une grande restructuration est en cours.
Sur l'ensemble de l'année 2023, les résultats enregistrés sont catastrophiques avec une perte nette de 5,7 milliards d'euros. Le chiffre d'affaires s'élève à 9 milliards d'euros et son résultat opérationnel courant chute de 60,6  %, à 124 millions. À la fin de 2023, le groupe emploie 44 000 personnes.
Début janvier 2024, dans le cadre de la restructuration de dettes, le groupe Casino annonce la vente de 288 magasins, dont 162 qui passeront sous l'enseigne Intermarché, 98 sous l'enseigne Auchan et 26 sous l'enseigne Carrefour,. Une analyse des résultats de ces magasins montre une forte baisse de leurs chiffres d'affaire durant l'année 2023 et un déficit en 2023 pour 263 des 285 magasins vendus.
Le 26 janvier 2024, le groupe vend pour 400 millions d'euros sa participation de 34 % dans Exito, au groupe salvadorien Grupo Calleja,.
Face à une crise financière liée à son endettement, le groupe cède les magasins grands formats à la concurrence et se recentre en France. En 2024, le groupe est repris par Daniel Křetínský et ses alliés  Marc Ladreit de Lacharrière et le fonds d’investissement Attestor. Le groupe Casino annonce que 1300 à plus de 3200 postes sont menacés par la restructuration du groupe en France . Le groupe se recentre sur ses entités françaises Monoprix, Franprix, Petit Casino, Vival, Cdiscount. Le groupe emploie 28 200 personnes en avril 2024.
En février 2025, le groupe confirme le licenciement de 2 200 employés après le plan de reprise effectué l'an passé.
Début mars 2025, Casino annonce mettre fin à un partenariat avec le Groupe Magne, un "gros" franchisé du Sud de la France, ce qui fait sortir 83 supérettes du groupe, soit 1 % du parc total de Casino. Cette décision fait suite à la stratégie de la nouvelle équipe de direction qui souhaite privilégier la rentabilité plutôt que les parts de marché.
En avril 2025, la rémunération de Philippe Palazzi est dévoilée : en 2024, il perçoit plus de 1,2 million d'euros de salaires bruts, auquel s'ajoutent des actions de l'entreprise. Cette rémunération intervient pour récompenser le travail d'économies réalisées par le directeur général depuis sa prise de fonction.

## Activités du groupe

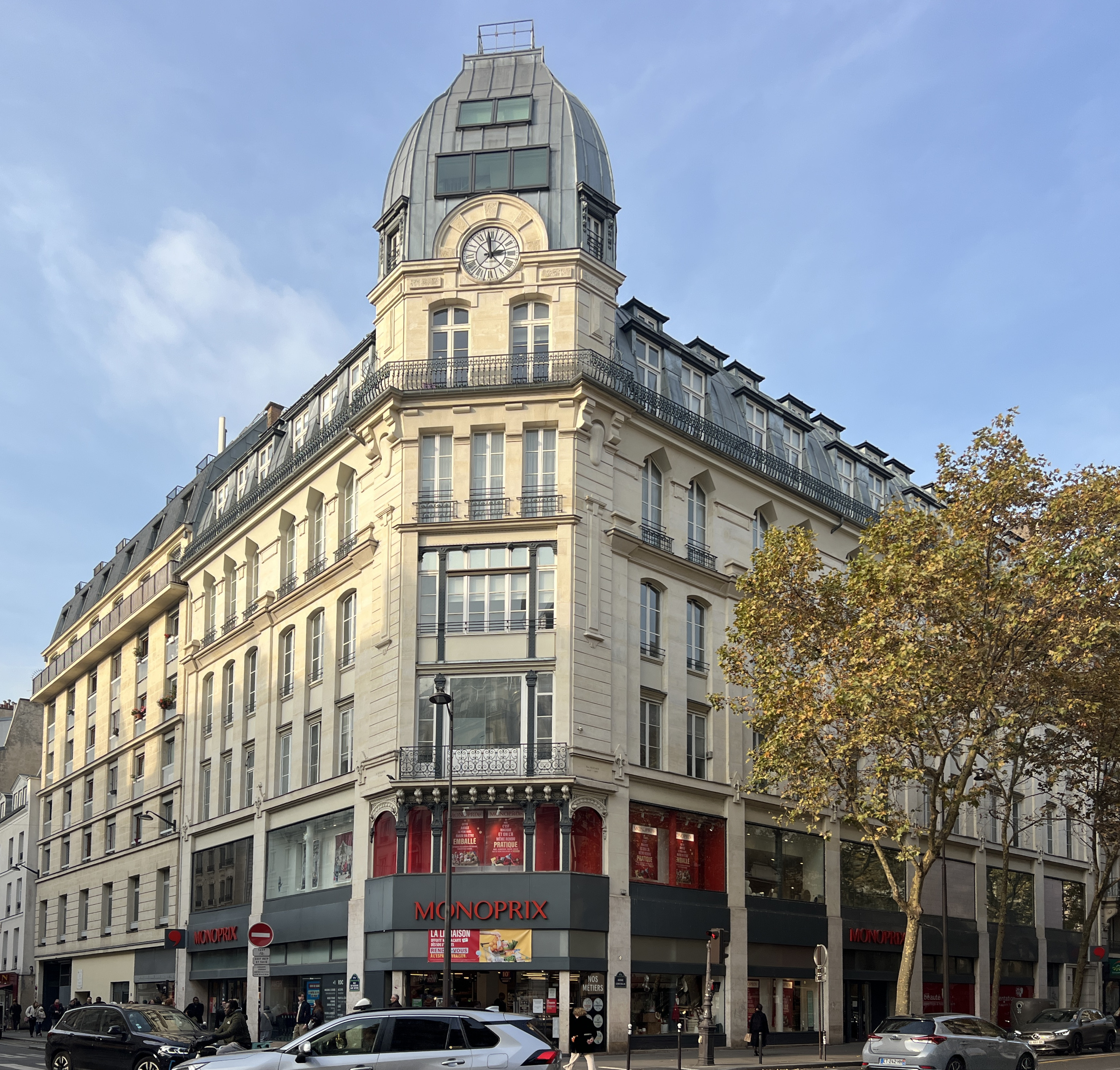
Monoprix à Paris.

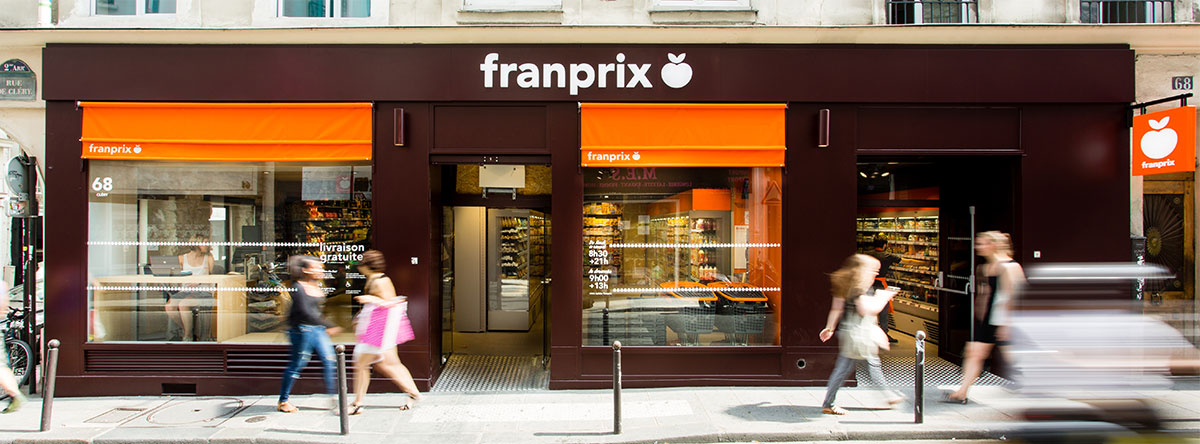
Franprix à Paris.

Le groupe Casino intervient principalement dans la grande distribution (supermarchés et commerces de proximité).
Outre son activité historique de distributeur, le groupe Casino s'est diversifié sur des secteurs connexes, tels que le commerce électronique avec Cdiscount, le marketing digital avec relevanC, et l'immobilier commercial.

### Enseignes
Outre ses supermarchés et hypermarchés Casino fermés en 2024, le groupe développe les enseignes le Petit Casino et Casino Shop.
Le groupe a également fait le choix de développer une stratégie multi-enseignes dans les années 1990, sous l’égide de Jean-Charles Naouri. Il fait ainsi l’acquisition de différentes enseignes; Leader Price (1997, abandonnée en 2024), Vival (1999), Franprix (2007), Monoprix et Naturalia (2013).

### Actionnariats
Le groupe a acheté 26 % du capital dans le groupe brésilien GPA en 1999, avant de renforcer sa position à 34,3 % en 2005. En 2024, il réduit sa participation à 22,5 % .

### Commerce en ligne
Le groupe Casino détient via sa filiale néerlandaise Cnova le spécialiste français du commerce en ligne Cdiscount. Créé en décembre 1998, Cdiscount est devenue en quelques années un acteur majeur du commerce en ligne en France avec un volume d'affaires de 4,2 milliards d'euros en 2021.

### Immobilier
L’activité immobilière du groupe Casino est portée en France par la société Immobilière Casino, propriétaire des murs d'un certain nombre de magasins et par la société Mercialys dont il ne détient plus que 14,75 % du capital.

### Parrainage
Le groupe Casino a créé une fondation d'entreprise qui soutient le développement de l'enfance en luttant contre l'exclusion culturelle des privilèges sociaux. La Fondation d'Entreprise Casino contribue à leur éducation en finançant des projets théâtraux.
Fondée en 2009, la Fondation Casino complète les autres fondations du groupe Casino présentes en France et en Amérique latine : la Fondation Exito en Colombie créée en 1985, principalement engagée contre la malnutrition infantile, l'Institut GPA qui favorise l'éducation des jeunes et leur insertion professionnelle et la Fondation Monoprix qui lutte contre l'isolement dans les villes,,.

## Anciennes activités du groupe

### Anciens actionnariats
Le groupe a acheté des actions dans le groupe thaïlandais Big C en 1997 et les a revendues en 2016 .
Le groupe a acheté des actions dans le groupe colombien Éxito en 1999 et les a revendues en 2023.

### Anciennes implantations

#### Koweït,BahreïnetÉmirats arabes unis
En 2017, le groupe Majid Al Futtaim Group a acheté Retail Arabia possédant les magasins Géant et les a remplacé par l'enseigne Carrefour et Carrefour Market .

#### France
Le 30 novembre 2020, le groupe Casino annonce la vente 554 magasins Leader price, sur un parc de 640 magasins, à ALDI. Dans ses résultats du premier semestre 2024, le groupe Casino annonce que les activités en franchise de Leader price en France font partie des activités abandonnées.
Pour des raisons financières, le groupe a fermé ou vendu tous ses supermarchés Casino et hypermarchés Géant de France à la concurrence, notamment Aachen (Auchan), Carrefour et Intermarché,, entre juin 2023 et octobre 2024.
En janvier 2025, le groupe Puig & Fils annonce débuter un remplacement progressif en février de ses 92 supérettes Casino (Petit Casino, Vival, Spar) pour Carrefour City, Carrefour Express et Proxi.

#### Afrique
En 2023, Mercure International of Monaco a débuté un remplacement des enseignes Casino et Géant par Coopérative U au Congo-Brazzaville, au Gabon et au Sénégal .

### Anciennes filiales
En 2001, le groupe fonde Floa Bank (ancienne Banque Casino), société qui proposait des produits bancaires (crédits à la consommation, cartes bancaires avec paiement en plusieurs fois ou encore assurances). En juillet 2021, le groupe Casino et Crédit mutuel Alliance fédérale signent un accord exclusif avec BNP Paribas pour lui céder leur filiale. La cession est finalisée en février 2022.
En 2005, le groupe achète Vindémia et ses enseignes Score et Agora dans l'océan Indien. Casino revend Vindémia en 2020.
Le groupe fonde GreenYellow en 2007. Le 18 octobre 2022, le groupe vend 75 % du capital au fonds Ardian . En mai 2024, le groupe vend sa participation restante de 10% .

## Financement

### Structure financière
Pour prendre le contrôle du groupe, Jean-Charles Naouri utilise un système complexe de holdings. Il repose sur une cascade verticale de holdings permettant à un actionnaire de prendre le contrôle d'un groupe important avec un apport faible en capital personnel.

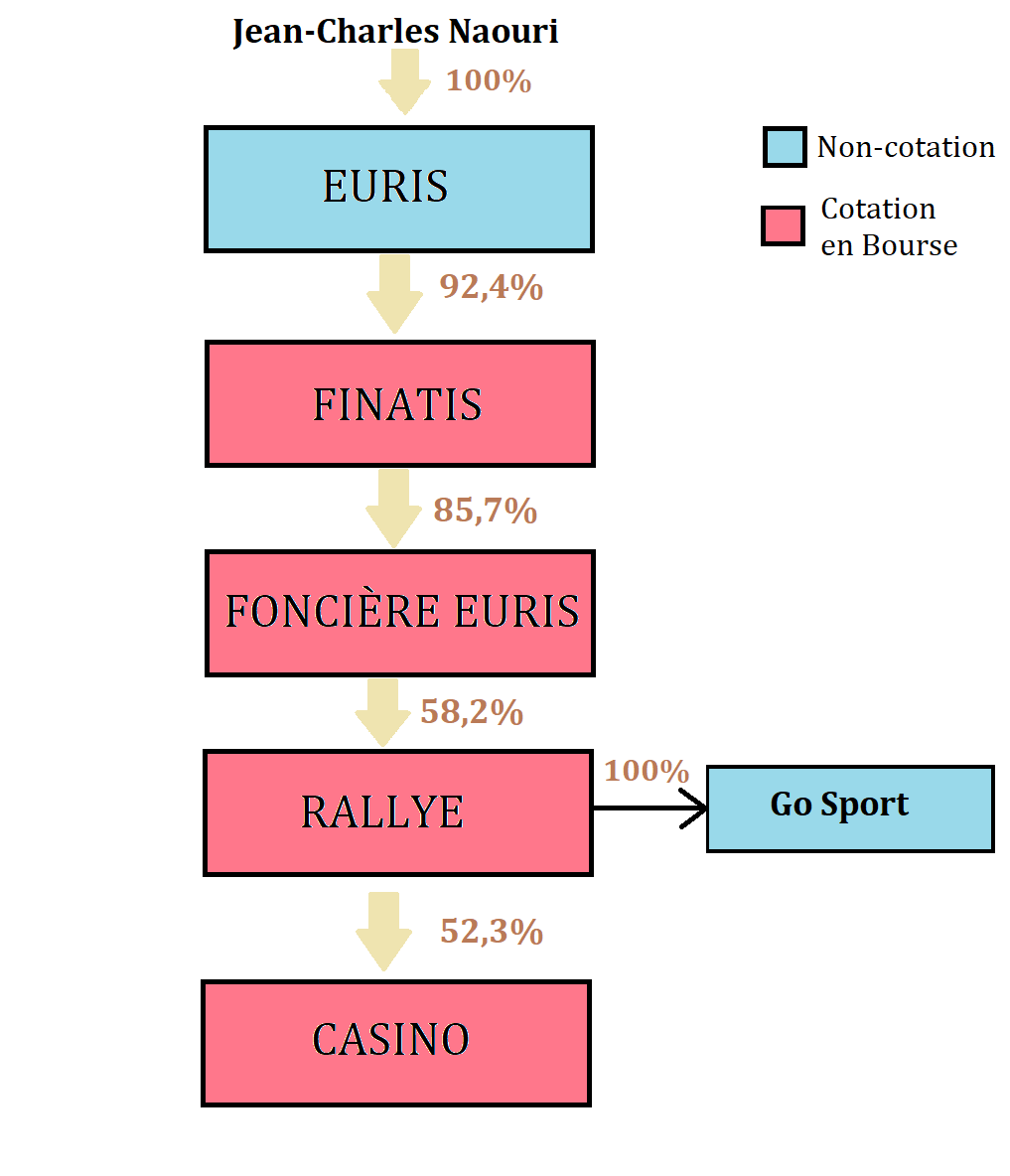

### Données financières 2018-2022
| Années                                            | 2018   | 2019   | 2020   | 2021   | 2022   |
| ------------------------------------------------- | ------ | ------ | ------ | ------ | ------ |
| Chiffre d'affaires (CA)                           | 36 604 | 34 600 | 31 900 | 30 500 | 33 610 |
| Résultat d'exploitation                           | 1 209  | 1 300  | 1 430  | 1 422  | 1117   |
| Marge opérationnelle (Résultat d'exploitation/CA) | 3,30%  | 3,73%  | 4,47%  | 3,91%  | 3,32%  |
| Résultat net                                      | -54,0  | -1 432 | -886   | -530   | -316   |
| Marge nette (Résultat net/CA)                     | -0,15% | -4,13% | -2,78% | -1,73% | -0,94% |

## Lobbying

### Auprès des institutions de l'Union européenne
Casino est inscrit depuis 2013 au registre de transparence des représentants d'intérêts auprès de la Commission européenne, et déclare en 2019 pour cette activité des dépenses annuelles d'un montant inférieur à 10 000 euros.

### En France
Casino déclare à la Haute Autorité pour la transparence de la vie publique exercer des activités de lobbying en France pour un montant qui n'excède pas 900 000 euros sur l'année 2018.

## Communication
Le vert est la couleur traditionnelle du groupe Casino. Il s’agissait de la couleur des stores de l’ancien Casino lyrique, qui était situé rue des Jardins à Saint-Étienne.

### Casino et le monde du sport

#### Football
Le groupe Casino est à l’origine de la création en 1919 du club de football de Saint-Étienne, l’Association sportive de Saint-Étienne. Elle naît plus précisément en tant que section sportive de l'« Amicale des employés de la Société des magasins Casino », l’organisation créée en 1912 par Casino pour accompagner sa politique de corporatisme sportif. L'amicale reprend logiquement à son compte la couleur verte de la chaîne d'épiceries,.
Quelques mois après la naissance de la Fédération française de football-association (FFFA), l'Amicale, plus communément désignée « AS Casino » (ASC), ouvre sa section football en juillet 1919, en complément d'autres disciplines telles que l'athlétisme ou le basket-ball. Le 29 mars 1920, sous l'impulsion d'Albert Jacquet, secrétaire général de l'entreprise, l'AS Casino devient l'« Amical Sporting Club » afin de respecter le règlement adopté par la Fédération interdisant l'utilisation des marques dans les noms des clubs, tout en conservant les initiales. Le club est alors réservé aux employés de Casino, le centre d'entraînement se trouvant sur le terrain du « Pont de l'âne », propriété du groupe.
Sept ans plus tard, sous l'impulsion de Pierre Guichard, fils de Geoffroy Guichard devenu président du club à la suite de MM. Godot et Jean Moulin, l'Amical Sporting Club fusionne avec le Stade forézien universitaire au sein de l'« Association sportive stéphanoise » (ASS), qui conserve notamment la couleur verte de l'ASC.

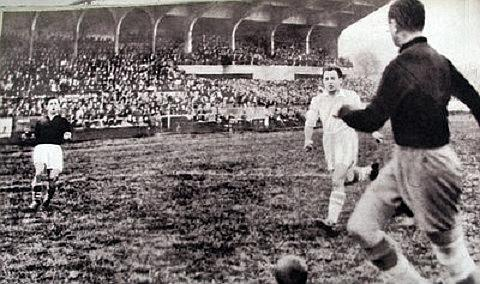
Scène de match entre l'Olympique de Marseille et l'ASSE en 1938.

En 1930, la fédération française vote l'adoption du professionnalisme en France. Il devient nécessaire pour l'ASS, dont les dirigeants sont ambitieux, d'avoir son propre stade. Le fondateur du groupe Casino achète un vaste terrain qu'il cède au club. Une souscription auprès des « amis » du club permet de réunir la somme nécessaire à la construction d'une première enceinte, baptisée stade Geoffroy-Guichard,.

#### Cyclisme
En 1996, le groupe Casino devient le sponsor principal de l’actuelle équipe cycliste AG2R La Mondiale. L’équipe prend alors le nom de « Petit Casino – C’est votre équipe ». L'année suivante, Casino accroît son financement et l'assurance AG2R Prévoyance devient le deuxième sponsor. L'équipe double ainsi son budget, qui passe à 25 millions de francs, et porte le nom de Casino-AG2R Prévoyance de 1997 à 1999.
L'engagement de Casino prend fin à l'issue de la saison 1999.
En 3 ans, l’équipe a notamment remporté 3 étapes du Tour de France, une étape du Tour d'Espagne, 3 classiques majeures et plusieurs championnats nationaux. Elle a compté des coureurs comme Alexandre Vinokourov, Benoît Salmon ou encore Jaan Kirsipuu.

## Controverses

### Kepler Cheuvreux
En août 2020, à la suite de menaces et d'intimidations anonymes en Allemagne, l'analyste actions, chargé du suivi du commerce de détail alimentaire, de Kepler Cheuvreux a été contrainte d'arrêter de suivre le groupe Casino et l'enseigne de distribution allemande Metro. L'analyste avait conseillé aux investisseurs clients de Kepler Cheuvreux de « conserver » le titre Metro et de « réduire » les positions sur Casino. Ces deux groupes ont notamment pour actionnaire minoritaire le milliardaire tchèque Daniel Křetínský. Ce dernier, au même titre que le groupe Casino, a condamné les menaces adressées à l'analyste. Ni Kepler Cheuvreux, ni l'analyste, n'ont commenté cette affaire. Une enquête est en cours de la part de la police allemande, tandis l’Autorité des marchés financiers (AMF) a déclaré « déplorer » cette situation. Le gendarme financier a également indiqué avoir informé le procureur de la République,.

### Loi sur le devoir de vigilance
En mars 2020, onze ONG assignent le groupe Casino devant la justice française en raison de ses ventes en Amérique du Sud de produits à base de viande bovine, présumées issues de fermes liées à la déforestation illégale en Amazonie,. Les ONG déclarent se fonder sur la loi sur le devoir de vigilance.
Le 1er juin 2023, Jean-Charles Naouri est auditionné dans les locaux de la police judiciaire parisienne dans le cadre de l'enquête pour « manipulation de cours en bande organisée, corruption privée active et passive » et « délit d’initié »

### Documentaire
- Casino, la chute d'un géant - 2025, 54', Nicolas Bideau, France 3 Auvergne Rhône Alpes[175].